# جورج دبليو. كوبر
جورج دبليو. كوبر (بالإنجليزية: George W. Cooper)‏ هو محامي وسياسي أمريكي، ولد في 21 مايو 1851 في الولايات المتحدة، وتوفي في 27 نوفمبر 1899 في نفس البلد. حزبياً، نشط في الحزب الديمقراطي. وقد انتخب عضو مجلس النواب الأمريكي.